# Жежим
 Жежим  — деревня в Усть-Куломском районе Республики Коми в составе сельского поселения Дон.

## География
Расположено на правом берегу речки Жежимъю (правый приток реки Вычегда) на расстоянии примерно 28 км по прямой от районного центра села Усть-Кулом на восток-юго-восток.

## История
Упоминается с 1707 года как деревня Кежемска на реке Вычегде. Основана переселенцами из Усть-Кулома. В 1719 году здесь (деревня Жежим) была 3 двора, в 1782 15 15 дворов и 90 жителей, в 1859 (Жежимская) 25 и 189, в 1916 (снова Жежим) 65 и 257, в 1926 70 и 268, в 1939 357 жителей, в 1959 −244, в 1980 147.

## Население
Постоянное население составляло 162 человека (коми 95 %) в 2002 году, 127 в 2010.